# Sangalopsis curvifera
Sangalopsis curvifera är en fjärilsart som beskrevs av W. Warren 1904. Sangalopsis curvifera ingår i släktet Sangalopsis och familjen mätare. Inga underarter finns listade.